# Hercule Corbineau
Pour les articles homonymes, voir Corbineau.
Marie Louis Hercule Hubert Corbineau, né le 10 avril 1780 à Marchiennes et mort le 5 avril 1823 à Châlons-sur-Marne, était un militaire français de la Révolution et de l'Empire.

## Biographie
Sa famille est originaire de Saintonge. Son père, Jean-Charles Corbineau, né à Saint-Jean-d'Angély en Charente-Maritime, est nommé inspecteur général des haras du Maine et de l'Anjou, puis, en 1776, grand bailli de Marchiennes dans le Nord où il vient s'installer avec toute sa famille. C'est là qu'Hercule naît, frère puîné des généraux Claude Constant Corbineau et Jean-Baptiste Juvénal Corbineau. Hercule s'engagea comme volontaire dans la marine à bord du corsaire le Requin le 1er avril 1793, n'étant pas encore âgé de treize ans, pour sauver son père des persécutions révolutionnaires.
Après une campagne sur la corvette la Naïade, il passa dans l'armée de terre, entra comme soldat dans la légion des Francs et devint en l'an IV sous-lieutenant dans la même compagnie franche, où son frère Constant servit peu après en qualité de chef d'escadron. On les voit toujours assister aux mêmes combats, et souvent blessés en même temps. Nommé en l'an VI lieutenant dans les guides du général Augereau, il fit presque toutes les campagnes des armées françaises, se signala à la bataille de Hohenlinden, après laquelle il obtint le grade d'adjudant-major, et ensuite celui de capitaine dans le 5e régiment de chasseurs.
En l'an XIII, il fut nommé membre de la Légion d'honneur et entra dans la Garde impériale, où il devint successivement adjoint à l'état-major, adjudant-major dans les chasseurs à cheval de la Garde, chef d'escadron, et major-colonel. Il prit part aux batailles d'Austerlitz, d'Iéna et d'Eylau et fut atteint d'un coup de biscaïen à la cuisse droite à cette dernière bataille au moment où son frère aîné succombait. Il fut élevé au grade d'officier de la Légion d'honneur, le 17 novembre 1808.

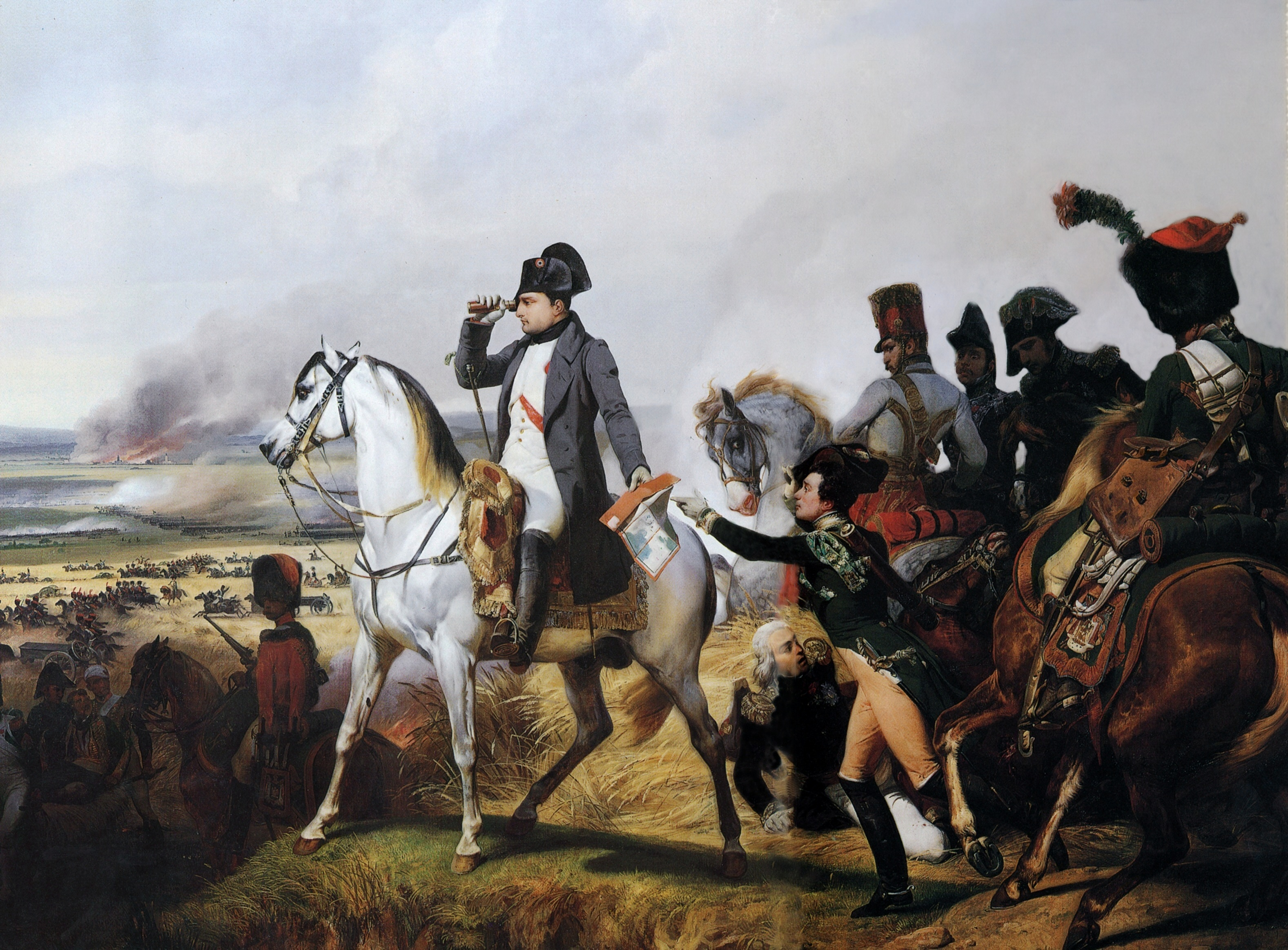
Napoléon à Wagram par Horace Vernet.

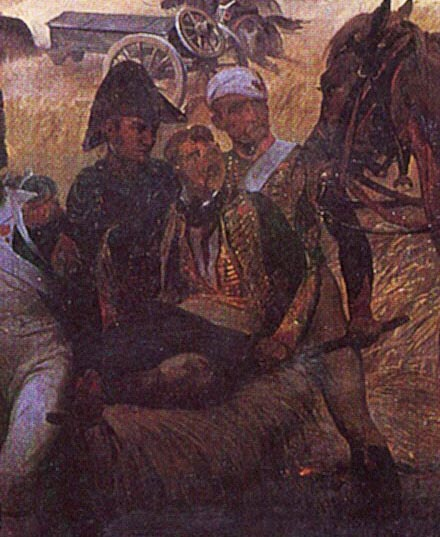
Hercule Corbineau blessé passe devant l'Empereur (détail du tableau ci-dessus).

Après s'être battu à Friedland, il se trouvait à la bataille de Wagram et marchait à la tête de son régiment à l'attaque d'une batterie, lorsqu'il eut le genou droit fracassé par un boulet, blessure qui nécessita l'amputation de la cuisse et mit un terme à sa carrière militaire. Dans le grand tableau d'Horace Vernet représentant la bataille de Wagram, on voit, en face de l'Empereur, le colonel Corbineau, blessé et transporté sur un brancard. Ce tableau est au château de Versailles, dans la galerie des Batailles. Admis le 1er juin 1810 à la retraite d'officier général, avec le titre de baron de l'Empire et une dotation en Hanovre, Corbineau rentra en France pour aller gérer la recette générale de Rouen en Seine-Inférieure, qui venait de lui être accordée. N'étant pas en état de fournir le cautionnement exigé, Corbineau demanda à être autorisé à aliéner son majorat mais l'Empereur, en refusant spontanément cette faveur, lui répondit que « son cautionnement était déposé avec sa jambe sur le champ de bataille de Wagram », et le ministre des Finances reçut l'ordre d'accorder le temps nécessaire.
Cette faveur n'ayant pas été continuée sous la Restauration française, Corbineau fut transféré en 1814 à Châlons-sur-Marne, où il mourut le 5 avril 1823 à l'âge de 42 ans. Il y repose au cimetière de l'Ouest, section B.

## Vie privée
Il avait épousé en 1810 Reine Rose de Kermarec de Traurout, fille de François Claude de Kermarec de Traurout, ancien conseiller au Parlement de Bretagne, et avait eu un fils, Eugène-Hercule, et une fille, Adèle Marie, mariée le 30 juillet 1836 à Paris Ier, en l'église Sainte-Madeleine, au comte de Champagny (fils du duc de Cadore).

## Décorations

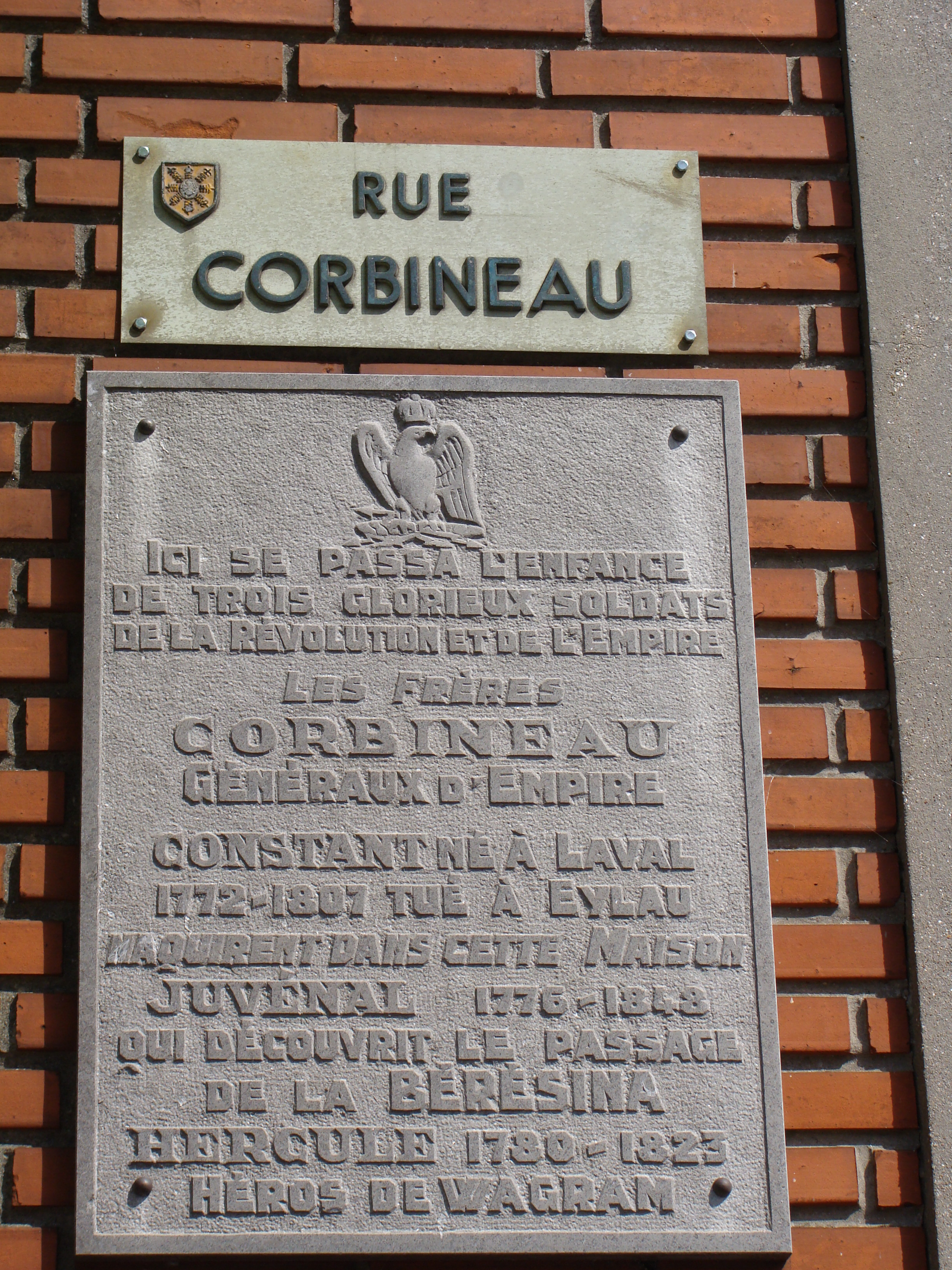
Plaque commémorative aux trois frères Corbineau à Marchiennes.

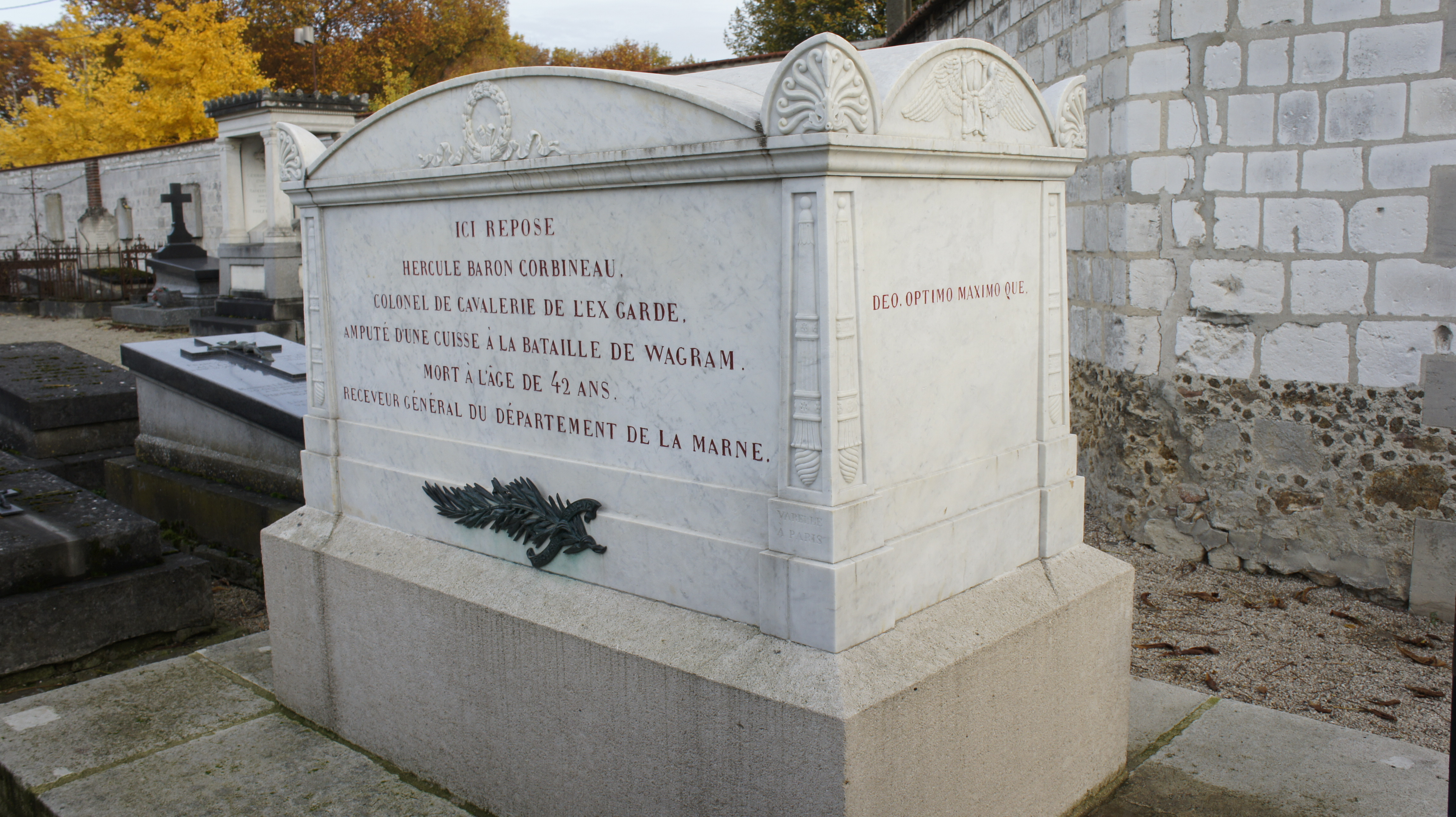
Sa sépulture en marbre rénovée.

- Légion d'honneur :
  - Légionnaire (14 brumaire an XIII (5 novembre 1804)), puis,
  - Officier de la Légion d'honneur (17 novembre 1808).

## Autres fonctions
- Receveur général des Finances :
  - Seine-Inférieure (14 mars 1810) ;
  - Marne (1816) ;
- Membre du collège électoral du département du Nord (1810).

## Hommage, honneurs, mentions
- Donataire sur le Mont-de-Milan (1 000 francs) le 1er février 1808 ;
- Donataire sur Rome le 15 août 1809 ;
- Dotation sur le Hanovre le 9 mars 1810.
- Le quartier Corbineau-Février porte le nom d'Hercule.

## Armoiries
| Figure | Blasonnement |
|        | Armes du chevalier Corbineau et de l'Empire (lettres patentes du 20 août 1808). D'azur, à la fasce de gueules au signe des chevaliers, accompagnée en chef d'un dextrochère armé d'une massue le tout d'or et en pointe d'un serpent se mordant la queue en cercle d'argent, traversé en sautoir de deux épées hautes d'or., |
|        | Armes du baron Corbineau et de l'Empire (décret du 13 août 1809, lettres patentes du 9 mars 1810 (Paris)). D'azur, à la fasce de gueules au signe des chevaliers, accompagnée en chef d'un dextrochère armé d'une massue le tout d'or et en pointe d'un serpent se mordant la queue en cercle d'argent, traversé en sautoir de deux épées hautes d'or ; au franc quartier des barons tirés de notre armée., Livrées : les couleurs de l'écu. |